# Aytré
Aytré je obmorsko naselje in občina v zahodnem francoskem departmaju Charente-Maritime regije Poitou-Charentes. Leta 2008 je naselje imelo 8.820 prebivalcev.

## Geografija
Kraj se nahaja v pokrajini Aunis ob Biskajskem zalivu, 5 km jugovzhodno od središča departmaja La Rochelle.

## Uprava
Aytré je sedež istoimenskega kantona, v katerega sta poleg njegove vključeni še občini Angoulins in Châtelaillon-Plage z 18.577 prebivalci.
Kanton Aytré je sestavni del okrožja La Rochelle.